# Hedevig Rasmussen-Gjørling
Hedevig Rasmussen-Gjørling (* 21. April 1902 in Kopenhagen; † 15. April 1985 in Lundtofte) war eine dänische Schwimmerin.

## Karriere
Rasmussen-Gjørling nahm an den Olympischen Spielen 1924 in Paris teil. Hier scheiterte sie im Wettbewerb über 100 m Freistil im Vorlauf am Weiterkommen, über 400 m Freistil erreichte sie das Halbfinale. Mit der dänischen Staffel über 4 × 100 m Freistil wurde sie Vierte. 1928 sollte sie erneut an Olympia teilnehmen. Trotz vorheriger Meldung trat sie im Wettkampf über 100 m Freistil nicht an.
Auf nationaler Ebene konnte sie fünf Meistertitel zwischen 1921 und 1924 erringen – zwei über 100 m und drei über 300 m Freistil.